# Vicia amoena
Vicia amoena — вид квіткових рослин з родини бобових (Fabaceae). Ареал охоплює такі країни: Китай, Японія, Казахстан, Корея, Монголія, Сибір.

## Середовище
Висота проживання: 0–4000 метрів. Це багаторічна трав'яниста рослина, що в'ється в різних місцях існування, від лісів до луків, а також у вторинній/порушеній рослинності. Немає відомих серйозних загроз для цього виду.

## Використання
Молоде листя їстівне після приготування.